# N.I.K.O.
N.I.K.O. ist eine österreichische Soulband. Früher bestehend aus einem Rapper, heute eine Band. Ihre Musik zeigt Einflüsse aus verschiedenen Genres, u. a. Hip-Hop. Die Bandmitglieder leben in Wien.

## Geschichte
Nikolai Selikovsky, Frontman der Band N.I.K.O. hat als Rapper 2007 in der Formation Projekt Licht angefangen.
Aufgetreten sind die drei Jungs damals bei Hiphop-Battles und Hiphop-Jams in Wien und konnten sich durch ihre Sendung Projekt Licht TV einen Namen in der Stadt machen. Unter anderem waren sie auch am Soundtrack vom österreichischen Kinofilm Sturmfrei vertreten. Nachdem Nikolai Selikovsky als Rapper viele Solosongs hatte, entschied er sich, an einem Soloalbum zu arbeiten. Producer war hierbei einer der drei Rapper von Projekt Licht, Smartie, der als Hauptdarsteller namens Luke in Sturmfrei auftrat. Als erster Vorbote erschien die Single Nicht Dabei, das ein Airplay bei GoTV bekam. Im Dezember 2010 wurde das erste Album im Wiener B72 präsentiert.
Dynamit ist der erste Song, dessen Rohversion auf einer MPC 2000XL selbstproduziert wurde, zudem ein Video gedreht wurde. Mit diesem Video kontaktierte Selikovsky den Hiphopproduzenten Kapazunda, der vom Song begeistert ist. Die beiden nahmen dann einige Tracks gemeinsam auf und es fiel der Entschluss ein Album zu produzieren. Auf die Produktion wurde ein Management aufmerksam, mit dem N.I.K.O. begann zu arbeiten. Das Album sollte 2013 erscheinen, jedoch entschied man sich zuerst alle Samples rauszunehmen und vertagte den Release. Inzwischen begannen Kapazunda und N.I.K.O. die Songs neu zu komponieren. Dadurch entstand die Zusammenarbeit mit anderen Musikern und langsam begann sich eine Band zu konstituieren, die Anfang des Jahres mit N.I.K.O. eine Show erprobte. Im April 2014 spielte N.I.K.O. + Band zum ersten Mal live und präsentierte das Album Zwischen Asphalt und Milchstraße.  N.I.K.O. + The Band traten bei verschiedenen Festivals auf, unter anderem am Tanz durch den Tag auf der Donauinsel.
Nach mehreren Anlaufversuchen formierte sich Ende des Jahres die Band mit neuen Musikern unter dem Namen N.I.K.O. und die Sängerin Olivia König übernahm seitdem das Management. Grundgedanke ist die Verkörperung einer Soulband: Backgroundsängerinnen, Kontrabass, Drums, Jazzgitarre und ein Sänger.
2015 startete N.I.K.O. eine Crowdfunding-Kampagne und finanzierte sich als erste Band in Österreich durch Crowdfunding eine Tour und spielten in Deutschland, Schweiz und Österreich. Es folgten Beiträge im ZIB, News, Salzburg24 bis nach Deutschland in Die Zeit, und vielen anderen Medien. Im selben Jahr trat die Band in diversen Locations auf wie der Mole West im Burgenland, Haus des Meeres in Wien oder im Gschupften Ferdl.
2018 erschien das Album Unter Strom beim eigenen Label Soulship Records.
N.I.K.O. ist heute ein Kollektiv von Musikern aus verschiedenen Musikrichtungen, das in ihrer Anzahl beim Auftritt variiert. So treten manchmal vier und manchmal bis zu acht Musiker live auf.

## Diskografie

### Singles
- 2010: Nicht dabei
- 2012: Dynamit
- 2014: Als ich noch schlief
- 2016: Frei
- 2016: Nur Wir Zwei
- 2017: Boy
- 2017: Euphrat & Tigris
- 2018: Legitimation
- 2018: Madeleine
- 2018: Captain Homer

### Alben
- 2010: Dichter der Großstadt
- 2014: Zwischen Asphalt und Milchstraße
- 2018: Unter Strom